# Јован Кале Глигоријевић
Јован Кале Глигоријевић (Крагујевац, 2. децембар 1948) српски је пензионисани позоришни редитељ и књижевник.

## Биографија
Рођен је 2. децембра 1948. године у Крагујевцу. Техничку школу у Крагујевцу завршио 1967/68. школске године. Студирао је филмску, радијску и ТВ режију на Факултету драмских уметности у Београду. Бавио се професионално филмском, телевизијском, и позоришном режијом. Био је оперативни директор и редитељ у Књажевско-српском театру (некадашњи Театар "Јоаким Вујић") у Крагујевцу. Објављује поезију и прозу у књижевној периодици од 1967. Заступљен је у Зборницима поезије Мостови, градови, љубави (Осијек, 1967) и Мика Антић 2010 (Инђија, 2010). Аутор је текста за Велики школски час Досије 21101941/98 (Крагујевац, 1998). Објавио књиге кратких прича Блуз леве обале (Крагујевац, 2011), Блуз леве обале 2 (Крагујевац, 2016), и Стара очева фотографија (Крагујевац, 2022).

## Позоришне режије
- Милица Новковић: Камен за под главу, Театар "Јоаким Вујић" , Крагујевац, 24. април 1978.
- Бора Станковић: Нечиста крв, Народно позориште Тимочке крајине, Зајечар, 1. фебруар 1979.
- Душан Јовановић: Ослобођење Скопља, Театар "Јоаким Вујић", Крагујевац, 19. октобар 1979.
- Коле Чашуле: Суд, Крушевачко позориште, Крушевац, 25. јануар 1980.
- Мирослав Беловић, Стеван Пешић: Омер и Мерима, Театар "Јоаким Вујић", Крагујевац, 6. март 1980.
- Братислав Петковић, Војин Кајганић: Sporting Life, Крушевачко позориште, Крушевац, 20. новембар 1980.
- Душан Ковачевић: Маратонци трче почасни круг, Театар "Јоаким Вујић", Крагујевац, 12. март 1981.
- Бошко Трифуновић: Прича о цару и пастиру, Театар "Јоаким Вујић", Крагујевац, 8. фебруар 1982.
- Душан Ковачевић: Сабирни центар, Театар "Јоаким Вујић", Крагујевац, 15. јануар 1983.
- Душан Ковачевић: Балкански шпијун, Театар "Јоаким Вујић", Крагујевац, 28. мај 1983.
- Слободан Павићевић: Школско звоно, поводом обележавања 150 година Гимназије, Скупштина општине Крагујевац и Гимназија, Крагујевац, 8. октобар 1983.
- Драгољуб Томић: Рукавице, Народно позориште Тимочке крајине, Зајечар, 24. јануар 1984.
- Горан Стефановски: Хи-Фи, Покрајинско народно позориште, Приштина, 28. март 1984.
- Бранко Ћопић: Башта под Грмечом, Народно позориште, Ужице, 18. октобар 1984.
- Бранислав Нушић: Госпођа министарка, Народно позориште Тимочке крајине, Зајечар, 20. новембар 1984.
- Александар Поповић: Мрешћење шарана, Сцена "Плус", Крагујевац, 29. септембар 1985.
- Радослав Павловић: Шовинистичка фарса, Театар "Јоаким Вујић", Крагујевац, 29. мај 1986.
- Велимир Милошевић: Вечно шуме Шумарице, Велики школски час, Спомен-парк "Крагујевачки октобар", Крагујевац, 21. октобар 1986.
- Кристина Нестлингер: Конрад, Театар "Јоаким Вујић", Крагујевац, 23. децембар 1987.
- Синиша Ковачевић: Српска драма, Театар "Јоаким Вујић", Крагујевац, 1. октобар 1994.
- Душан Ковачевић: Лимунација, Театар "Јоаким Вујић", Крагујевац, 28. новембар 1995.
- Јован Кале Глигоријевић: Записник бр. 21101941/98, Велики школски час, Спомен-парк "Крагујевачки октобар", Крагујевац, 21. октобар 1998.
- Душан Ковачевић: Доктор шустер, Театар "Јоаким Вујић", Крагујевац, 8. јун 2002.

## Награде и признања
Добитник је Годишње награде КПЗ Крагујевац за позоришну уметност 1978. године, Награде за режију на Сусретима професионалних позоришта Србије "Јоаким Вујић" у Шапцу 1983. године и Ђурђевданске награде Града Крагујевца за књигу Блуз леве обале 2012. године.